# I Hate Myself for Loving You
I Hate Myself for Loving You è un singolo discografico del gruppo rock statunitense Joan Jett and the Blackhearts, pubblicato nel 1988 ed estratto dal loro sesto album in studio Up Your Alley.

## Tracce
- 7"

1. I Hate Myself for Loving You
2. "Love Is a Pain (live)

## Formazione
- Joan Jett – voce, chitarra
- Ricky Byrd – chitarra, cori
- Kasim Sulton – basso, cori
- Thommy Price – batteria
- Ronnie Lawson – tastiera
- Mick Taylor – chitarra

## Classifiche
| Classifica (1988) | Posizione massima |
| ----------------- | ----------------- |
| Stati Uniti       | 8                 |